# Brachystelma prostratum
Brachystelma prostratum är en oleanderväxtart som beskrevs av Eileen Adelaide Bruce. Brachystelma prostratum ingår i släktet Brachystelma och familjen oleanderväxter. Inga underarter finns listade i Catalogue of Life.